# 萨拉·萨尔达尼亚
萨拉·萨尔达尼亚·洛佩斯（西班牙語：Sara Saldaña López，2000年7月25日—），西班牙女子花样游泳运动员，2015年欧洲运动会集体和自由组合银牌得主、2023年欧洲运动会集体技术自选和集体自由自选金牌得主、2023年世界游泳锦标赛集体技术自选金牌得主。